# Марку Суаріш
Марку Паулу да Сілва Суаріш або просто Марку Суаріш (порт. Marco Paulo da Silva Soares / Marco Soares; нар. 16 червня 1986, Сетубал, Португалія) — португальський та кабовердійський футболіст, опорний півзахисник португальського клубу «Арока» та національної збірної Кабо-Верде.
Більшість кар'єри провів у Португалії та на Кіпрі, у футболці «Уніан Лейрії» та «Фейренсі» зіграв понад 50 матчів у Прімейра-Лізі, а згодом виступав за «Омонію» та АЕЛ (Лімасол) у Першому дивізіоні Кіпру.
З 2006 року зіграв понад 50 матчів за національну збірну Кабо-Верде, учасник Кубку африканських націй 2013 року.

## Клубна кар'єра
Народився в португальському місті Сетубал. Профеесіональну футбольну кар'єру розпочав у «Баррейренси», за який відіграв два сезони в третьому дивізіоні та один — у другому дивізіоні чемпіонату Португалії. У 2006 році перейшов до «Лейрії», але за перші два роки перебування в команді зіграв лише 2 матчі в Прімейра-Лізі, а також двічі відправлявся в оренди, у тому числі й до румунського «Пандурія».
Суаріш повернувся в «Лейрію» на сезон 2008/09 років, після однорічної відсутності допоміг «Уніану» піднятися до вищого дивізіону. Окрім цього, став капітаном команди.
31 жовтня 2010 року в програному (1:2) проти «Спортінга», де був заявлений як гравець молодіжного складу, Суаріш зламав ліву ногу під час спроби удару, через що не грав чотири місяці. Після повернення провів 14 матчів у сезоні 2011/12 років, але його команда понизилася в класі.
Виступав на Кіпрі за «Омонію», у футболці якої виграв суперкубок країни 2012 року. У листопаді 2013 року уклав договір з предсавником ангольської Гіраболи «Примейру де Агошту». Команду очолював Дауту Факіра, під керівництвом якого Марку дебютував за «Баррейренси».
У липні 2015 року повернувся на острів у Східному Середземному морі, щоб приєднатися до АЕЛа (Лімасол). Вже влітку під час свого дебютного сезону за нову команду допоміг АЕЛу в серії післяматчевих пенальті обіграти АПОЕЛ та виграти суперкубок Кіпру.
У липні 2018 року, після 6-річної перерви, повернувся до португалії та підписав 2-річний контракт з «Фейренсі». У вересні наступного року, після вильоту команди з вищого дивізіону, розірвав контракт і перейшов до представника третього дивізіону португальського чемпіонату «Ароки». У травні 2020 року 35-річний футболіст продовжив контракт, а за підсумком скороченого через COVID-19 сезону команда підвищилася в класі.

## Кар'єра в збірній
Суаріш вирішив представляти Кабо-Верде на міжнародному рівні. У футболці національної збірної дебютував 27 травня 2006 року в програному (1:4) поєдинку проти Португалії, в якому вийшов на останні 5 хвилин замість Емерсона да Лужа. Першим голом за національну команду відзначився 2 червня 2007 року в нічийному (2:2) домашньому поєдинку кваліфікації кубку африканських націй 2008 року проти Алжиру. Залишався одним з гравців команди в кваліфікаційнії чемпіонату світу 2010 року, відзначився голом та встановив переможний (3:1) рахунок у поєдинку проти Маврикія в Праї.
24 травня 2010 року Суаріш зіграв у товариському матчі в Ковільяні проти країни свого народження, яка готувалася до чемпіонату світу в Південній Африці, відіграв увесь поєдинок, а мінноуси (117-е місце) зіграли в нічию 0:0. Один з гравців збірної Кабо-Верде на її першому великому турнірі на Кубку африканських націй 2013 року, де «Блакитні акули» вийшли до чвертьфіналу, але не взяв участі в розіграші 2015 року.

## Статистика виступів

### Клубна
Станом на 29 листопад 2015
| Клуб                 | Сезон             | Ліга                  | Ліга  | Ліга | Кубок | Кубок | Конт. турніри | Конт. турніри | Загалом | Загалом |
| Клуб                 | Сезон             | Дивізіон              | Матчі | Голи | Матчі | Голи  | Матчі         | Голи          | Матчі   | Голи    |
| -------------------- | ----------------- | --------------------- | ----- | ---- | ----- | ----- | ------------- | ------------- | ------- | ------- |
| «Баррейренси»        | 2003–04           | Сегунда-Дивізіон      | 32    | 2    | 2     | 0     | —             | —             | 34      | 2       |
| «Баррейренси»        | 2004–05           | Сегунда-Дивізіон      | 34    | 4    | 0     | 0     | —             | —             | 34      | 4       |
| «Баррейренси»        | 2005–06           | Сегунда-Ліга          | 30    | 2    | 1     | 0     | —             | —             | 31      | 2       |
| «Баррейренси»        | Загалом           | Загалом               | 96    | 8    | 3     | 0     | —             | —             | 99      | 8       |
| «Уніан Лейрія»       | 2006–07           | Прімейра-Ліга         | 1     | 0    | 0     | 0     | —             | —             | 1       | 0       |
| «Уніан Лейрія»       | 2007–08           | Прімейра-Ліга         | 1     | 0    | 1     | 0     | 2             | 0             | 4       | 0       |
| «Уніан Лейрія»       | 2008–09           | Сегунда-Ліга          | 26    | 1    | 5     | 2     | —             | —             | 31      | 3       |
| «Уніан Лейрія»       | 2009–10           | Прімейра-ліга         | 17    | 2    | 4     | 0     | —             | —             | 21      | 2       |
| «Уніан Лейрія»       | 2010–11           | Прімейра-ліга         | 8     | 0    | 1     | 0     | —             | —             | 9       | 0       |
| «Уніан Лейрія»       | 2011–12           | Прімейра-ліга         | 14    | 0    | 0     | 0     | —             | —             | 14      | 0       |
| «Уніан Лейрія»       | Загалом           | Загалом               | 67    | 3    | 11    | 2     | 2             | 0             | 80      | 5       |
| «Ольяненсе» (оренда) | 2006–07           | Сегунда-Ліга          | 15    | 2    | 1     | 0     | —             | —             | 16      | 2       |
| «Пандурій» (оренда)  | 2007–08           | Ліга I                | 1     | 0    |       |       | —             | —             | 1       | 0       |
| «Омонія»             | 2012–13           | Перший дивізіон Кіпру | 26    | 3    | 5     | 0     | 2             | 0             | 33      | 3       |
| «Омонія»             | 2013–14           | Перший дивізіон Кіпру | 14    | 1    | 0     | 0     | 2             | 0             | 16      | 1       |
| «Омонія»             | Загалом           | Загалом               | 40    | 4    | 5     | 0     | 4             | 0             | 49      | 4       |
| «Примейру де Агошту» | 2014              | Гірабола              | 2     | 0    |       |       | —             | —             | 2       | 0       |
| «Примейру де Агошту» | 2015              | Гірабола              | 4     | 0    |       |       | —             | —             | 4       | 0       |
| «Примейру де Агошту» | Загалом           | Загалом               | 6     | 0    |       |       | —             | —             | 6       | 0       |
| АЕЛ (Лімасол)        | 2015–16           | Перший дивізіон Кіпру | 11    | 0    | 1     | 0     | —             | —             | 12      | 0       |
| Усього за кар'єру    | Усього за кар'єру | Усього за кар'єру     | 236   | 17   | 21    | 2     | 6             | 0             | 263     | 19      |

1. ↑  Матчі в Кубок УЄФА
2. 1 2  Матчі в Лізі Європи УЄФА

### Голи за збірну
Рахунок та результат збірної Кабо-Верде вказано на першому місці.
| №  | Дата           | Місце                                       | Суперник     | Рахунок | Результат | Змагання                                   |
| -- | -------------- | ------------------------------------------- | ------------ | ------- | --------- | ------------------------------------------ |
| 1. | 2 червня 2007  | Ештадіу да Варжеа, Прая, Кабо-Верде         | Алжир        | 1–1     | 2–2       | кваліфікація Кубку африканських націй 2008 |
| 2. | 22 червня 2008 | Ештадіу да Варжеа, Прая, Кабо-Верде         | Маврикій     | 3–1     | 3–1       | кваліфікація чемпіонату світу 2010 року    |
| 3. | 2 червня 2012  | Національний стадіон, Фрітаун, Сьєрра-Леоне | Сьєрра-Леоне | 1–2     | 1–2       | кваліфікація чемпіонату світу 2014         |

## Досягнення
«Уніан Лейрія»
- Сегунда-Ліга
  -  Срібний призер (1): 2009

«Баррейренси»
- Сегунда-Ліга
  -  Чемпіон (1): 20014/05

«Омонія»
- Суперкубок Кіпру
  -  Володар (1): 2012[6]

АЕЛ (Лімасол)
- Суперкубок Кіпру
  -  Володар (1): 2015[6]